# Manon Hily
Pour les articles homonymes, voir Hily (homonymie).
Manon Hily, née le 24 janvier 1994 à Aix-en-Provence, est une grimpeuse française.

## Biographie
Manon Hily nait le 24 janvier 1994. Infirmière de profession , Manon Hily pratique l'escalade à haut niveau. 
C'est à l'âge de 12 ans qu'elle découvre l'escalade, à La Réunion, où elle effectue l'intégralité de sa scolarité. Elle intègre l'équipe de France dès ses 14 ans, en 2008.
Grimpeuse polyvalente, Manon Hily s'oriente assez tôt vers l'escalade de Difficulté plutôt que vers celle de Bloc.
En 2014, elle réussit son premier 8b+ Flash Over, à Margalef en Espagne. 
En 2015, elle enchaîne plusieurs voies dans le 8 sup : Via del Kim (8b+), Abrège Nief (8b), Le mur des cyclopes (8b/8b+), Slow food (8b+), et son premier 8c UFO (8c),.
Elle réussit le 7 mai 2018 la voie Era Vella à Margalef en Espagne, voie coté 8c+/9a,. 
Manon Hily obtient sa première médaille internationale en senior en étant médaillée de bronze en difficulté aux Championnats d'Europe d'escalade 2022 à Munich.
Le 11 juin 2023, elle devient championne de France de difficulté.
Le 5 mai 2024, elle conserve son titre de championne de France de difficulté,.

## Palmarès
| Année   | Lieu                 | Compétitions         | Médaille                          |
| ------- | -------------------- | -------------------- | --------------------------------- |
| 2011    | Munich, Allemagne    | Coupe Européenne     | Médaille de bronze en Bloc.       |
| 2012    | Linz, Autriche       | Coupe Européenne     | Médaille d'or en Difficulté.      |
| 2013 \| | Grindelwald, Suisse  | Championnat Européen | Médaille de bronze en Bloc.       |
| 2013 \| | Edinbourg, Irlande   | Coupe Européenne     | Médaille d'argent en Difficulté.  |
| 2013 \| | Sofia, Bulgarie      | Coupe Européenne     | Médaille d'argent en Bloc.        |
| 2013 \| | l'Argentière, France | Coupe Européenne     | Médaille d'argent en Bloc.        |
| 2013 \| | Saanich, Canada      | Championnat du Monde | Médaille de bronze en Difficulté. |
| 2013 \| | Stavanger, Norvège   | Coupe Européenne     | Médaille d'or en Difficulté.      |
| 2013 \| | Laval, France        | Coupe Européenne     | Médaille d'or en Bloc.            |

| Année | Lieu              | Compétitions       | Médaille                          |
| ----- | ----------------- | ------------------ | --------------------------------- |
| 2022  | Munich, Allemagne | Coupe Continentale | Médaille de bronze en Difficulté. |
| 2023  | Briançon, France  | Coupe du monde     | Médaille de bronze en Difficulté. |

| Année | Lieu           | Compétitions                        | Médaille                         |
| ----- | -------------- | ----------------------------------- | -------------------------------- |
| 2018  | Arnas, France  | Championnat de France de Difficulté | Médaille d'argent en Difficulté. |
| 2022  | Laval, France  | Championnat de France de Difficulté | Médaille d'argent en Difficulté. |
| 2023  | Tarbes, France | Championnat de France de Difficulté | Médaille d'or en Difficulté.     |